# Perkoa
Ne doit pas être confondu avec Percoa ou Perko (Burkina Faso).
Perkoa, également orthographié Perkouan,, est une commune rurale située dans le département de Réo de la province du Sanguié dans la région Centre-Ouest au Burkina Faso.

## Géographie
Perkoa est situé à environ 35 km au nord-ouest du chef-lieu Réo.

## Démographie
| 2003  | 2006  | 2012 |
| ----- | ----- | ---- |
| 4 447 | 4 534 | -    |

## Économie
La commune de Perkoa est le lieu d'exploitation d'une importante mine souterraine à haute teneur en zinc (environ 14%-17% selon les filons). Le gisement de sulfures massifs à zinc-argent-plomb d'origine volcanique est identifié en 1979 et les travaux d'aménagement du site entrepris au début des années 2000, avec la construction d'une route d'accès, d'une centrale électrique de 5 MW et d'apports d'eau. Après de nombreux délais et reports, l'entrée en production de la mine (initialement prévue en 2006) est réalisée en janvier 2013 – pour un coût total des investissements de 250 millions de dollars – par un groupement minier associant les sociétés suisse Glencore, australienne Blackthorn Resources et burkinabée Nantou Mining. L'exploitation est prévue pour une douzaine d'années, avec une estimation d'environ 900 000 tonnes de concentré de zinc à extraire, soit 0,6% de la production mondiale selon le ministre burkinabè des mines Salif Lamoussa Kaboré,, faisant de cette mine de zinc la plus importante de l'Afrique de l'Ouest.
Cette mine est inondée en 2022, causant la disparition de huit mineurs.

## Éducation et santé
Perkoa accueille un centre de santé et de promotion sociale (CSPS) tandis que le centre médical avec antenne chirurgicale (CMA) de la province se trouve à Réo.

## Culture
En 2011, les réalisateurs Marie Bassolé et Ferdinand Bassono tournent à Perkoa le court métrage Yvette, pour montrer la condition de cette femme à travers les tâches quotidiennes, son environnement, et ses réflexions... L'œuvre est présentée au Festival de cinéma africain de Cordoue 2012.

## Disparition de 8 miniers dans la mine de Perkoa

### 8 miniers bloqués à la mine de Perkoa
Huit miniers sont bloqués depuis le 16 avril 2022 dans la mine souterraine de Zinc de Perkoa. Perkoa est un village situé dans le Centre-Ouest du Burkina dans la province du Sanguié. 

### Les recherches
Le 16 avril 2022, une pluie torrentielle a provoqué l’éboulement des galeries de la mine souterraine de Zinc de Perkoa. Huit miniers se trouvaient à l’intérieur des galeries. Selon les informations fournies par les premiers responsables de la mine, les miniers ont probablement pu trouver un refuge dans la chambre de sécurité. Bientôt un mois que les recherches se poursuivent, et les chances de les retrouver vivants s’aménuisent.

### Les origines des miniers
Les huit miniers sont d’origine Africaine dont Six Burkinabè, un Tanzanien et un Zambien.  

### L’implication des autorités burkinabè
Une cellule de crise a été mise en place juste après l’incident par les autorités Burkinabè. Elle a été délocalisée à partir du mercredi 04 mai 2022 dans la province du Sanguié, pour se tenir plus près du lieu de l’incident.
Le jeudi 5 mai 2022, le ministre chargé de la fonction publique, Bassolma Bazié, et son collègue de l’éducation nationale et porte-parole du gouvernement, Lionel Bilgo ont entamé une médiation auprès des chefs des deux villages. Ces villages avaient des désaccords au sujet de la mine de Perkoa. 
Le génie militaire, les sapeurs-pompiers, et des compagnies minières locales sont mises à contribution pour retrouver les huit miniers.
Les corps sans vie, de six des huit miniers ont été retrouvés le 25 mai.

## Filmographie
Le documentaire Si tu es un homme réaliser par Simon Panay en 2023 a été tourné dans la région.